# ۱۲۸۸ (میلادی)
۱۲۸۸ (میلادی) هزار و دویست و هشتاد و هشتمین سال تقویم میلادی است.

## درگذشتگان
‎